# Pratiglione
Pratiglione (Prajon in piemontese) è un comune italiano di 455 abitanti della città metropolitana di Torino in Piemonte.
È situato nel Canavese, a nord del capoluogo piemontese.

## Storia

### Simboli
(Delibera del Consiglio Comunale n. 110 del 28 febbraio 1969)
Lo stemma è un'arma parlante e richiama l'antico nome di Prata Leonis riportato nell'atto di donazione del paese all'abbazia benedettina di Fruttuaria del 1014 da parte dell'imperatore Enrico II.

## Monumenti e luoghi di interesse
- Monte Soglio

## Società

### Evoluzione demografica
Abitanti censiti

Pratiglione è il paese di origine del chitarrista statunitense dei Rage Against the Machine Tom Morello, il cui trisavolo (dal lato materno) era da qui emigrato a metà '800 negli Stati Uniti: il 23 luglio 2023, Morello è stato insignito con cerimonia ufficiale della cittadinanza onoraria e delle chiavi della città, dove risiedono tutt'oggi alcuni suoi parenti, e ha disvelato un monumento a sé dedicato.

## Amministrazione
Di seguito è presentata una tabella relativa alle amministrazioni che si sono succedute in questo comune.
| Periodo        | Periodo        | Primo cittadino           | Partito                                   | Carica  | Note   |
| -------------- | -------------- | ------------------------- | ----------------------------------------- | ------- | ------ |
| 23 maggio 1985 | 17 maggio 1990 | Riccardo Genisio          | Democrazia Cristiana                      | Sindaco | [ 10 ] |
| 17 maggio 1990 | 24 aprile 1995 | Riccardo Genisio          | Partito Socialista Italiano               | Sindaco | [ 10 ] |
| 24 aprile 1995 | 14 giugno 1999 | Livio Bellino             | -                                         | Sindaco | [ 10 ] |
| 14 giugno 1999 | 14 giugno 2004 | Livio Bellino             | centro-sinistra                           | Sindaco | [ 10 ] |
| 14 giugno 2004 | 7 giugno 2009  | Angelo Coppo              | lista civica                              | Sindaco | [ 10 ] |
| 8 giugno 2009  | 26 maggio 2014 | Alessandro Giacomo Gaudio | lista civica                              | Sindaco | [ 10 ] |
| 26 maggio 2014 | 27 maggio 2019 | Alessandro Giacomo Gaudio | lista civica Colomba e ramoscello d'ulivo | Sindaco | [ 10 ] |
| 27 maggio 2019 | in carica      | Giovanni Domenico Trucano | lista civica Cittadini di Pratiglione     | Sindaco | [ 10 ] |

### Altre informazioni amministrative
Il comune di Pratiglione ha fatto parte della Comunità Montana Alto Canavese.

## Sport
Pratiglione ha una squadra di calcio a 5 che milita nel campionato di Serie C2 piemontese.